# Тимченко, Георгий Павлович
Георгий Павлович Тимченко (9 декабря 1912 — 20 марта 1991) — советский военный деятель, контр-адмирал, участник Великой Отечественной войны.

## Биография
Георгий Павлович Тимченко родился 9 декабря 1912 года в городе Луганске. В 1930 году был призван на службу в Военно-морском флоте СССР. В 1934 году окончил Высшее военно-морское училище имени М. В. Фрунзе. Служил на различных кораблях Тихоокеанского флота, пройдя путь от стажёра командира торпедного катера до начальника штаба дивизиона торпедных катеров. В апреле 1942 года Тимченко был направлен в Ленинград, в Военно-морскую академию имени К. Е. Ворошилова, которую с отличием окончил в январе 1944 года, после чего был направлен на фронт Великой Отечественной войны, став начальником штаба бригады торпедных катеров Балтийского флота.
Участвовал в операции по окончательному снятию блокады Ленинграда. Умело анализировал боевой опыт, большое внимание уделял вопросам оперативно-тактической подготовки и повышения квалификации офицерского состава. Только за период с 16 мая по 1 июля 1944 года части бригады Тимченко потопили и уничтожили 49 боевых и вспомогательных кораблей врага, поставили 250 мин, сбили 3 самолёта противника. Лично осуществлял планирование и руководил проведением десантных операций на острова Тютере, Нарган, Даго, Эзель, портов Кунда, Локоу, Палдиски, а также на косу Фрише-Нерунг под Кёнигсбергом. Благодаря его действиям потери в десантных группах были сведены к минимуму.
После окончания войны продолжал службу в Военно-морском флоте СССР. В 1949—1952 годах был военно-морским атташе при посольстве Советского Союза в Великобритании, в 1956—1959 годах — военно-морским атташе при советском посольстве в Турции. В 1956 году окончил военно-морской факультет Высшей военной академии имени К. Е. Ворошилова. В 1959—1960 годах командовал Амурской военно-речной базой. В феврале 1967 года стал начальником Каспийского высшего военно-морского училище имени С. М. Кирова. В октябре 1970 года был уволен в запас. Умер 20 марта 1991 года, похоронен на Ново-Кунцевском кладбище Москвы.

## Награды
- Орден Ленина (5 ноября 1954 года);
- Орден Красного Знамени (8 июля 1944 года);
- Орден Ушакова 2-й степени (23 мая 1945 года);
- 2 ордена Отечественной войны 1-й степени (14 декабря 1944 года, 6 апреля 1985 года);
- Орден Красной Звезды (10 ноября 1945 года);
- Медали «За боевые заслуги» (3 ноября 1944 года), «За взятие Кёнигсберга» и другие медали.